# Loh Kean Yew
Loh Kean Yew (en chinois simplifié : 骆建佑) né le 26 juin 1997 à Penang en Malaisie, est un joueur de badminton singapour spécialiste du simple hommes.
Il est le plus jeune d'une fratrie de quatre frères, son frère Kean Hean est lui aussi joueur professionnel mais en double Homme.
Connu pour être le joueur le plus rapide du circuit, il associe, lors de ses bons jours, une qualité de jeu au filet diabolique avec un smash puissant. Ce joueur est décrié pour son inconstance, frustrant par ses qualités naturelles parfois gâchées par un style de jeu peut-être trop énergivore. 
Il fit partie des premiers joueurs qui s'entrainèrent avec Axelsen lors de son déménagement à Dubai. Axelsen l'avait invité à venir s'entrainer à Dubai après les Jeux olympiques de 2021, malheureusement pour le Danois Loh avait trop bien appris. Il bat Axelsen en trois manches, 14-21, 21-9, 21-6 au premier tour des mondiaux. Il ne perd plus un set du tournoi. Qu'il remportera en devenant le premier joueur à remporter la plus prestigieuse compétition de son sport sans être tête de série.

## Palmarès

### Championnats du monde
| Année | Adversaire       | Score        | Résultat  |
| ----- | ---------------- | ------------ | --------- |
| 2021  | Srikanth Kidambi | 21–15, 22–20 | Vainqueur |

### Championnats d'Asie de badminton
| Année | Adversaire    | Score       | Résultat  |
| ----- | ------------- | ----------- | --------- |
| 2023  | A. S. Ginting | 12–21, 8–21 | Finaliste |

### Palmarès BWF
| Année | Tournoi              | Adversaires en finale   | Score                   | Résultat  |
| ----- | -------------------- | ----------------------- | ----------------------- | --------- |
| 2019  | Masters de Thaïlande | Lin Dan                 | 21–19, 21–18            | Vainqueur |
| 2019  | Open de Russie       | Shesar Hiren Rhustavito | 17–21, 19–21            | Finaliste |
| 2019  | Open de Hyderabad    | Sourabh Verma           | 13–21, 21-14, 16–21     | Finaliste |
| 2021  | Open de Sarrebruck   | Lee Zii Jia             | 19–21, 21–13, 17-12 ab. | Vainqueur |
| 2021  | Open d'Indonésie     | Viktor Axelsen          | 13–21, 21-09, 13–21     | Finaliste |
| 2022  | Open d'Inde          | Lakshya Sen             | 22-24, 17-21            | Finaliste |
| 2023  | Open de Corée du Sud | Anders Antonsen         | 21-11, 11-21, 19-21     | Finaliste |
| 2024  | Spain Masters        | Toma Junior Popov       | 21-11, 15-21, 20-22     | Vainqueur |